# Cine Alcázar
Alcázar va ser el nom que va elegir l'empresa Férmina per al cine que abans s'havia anomenat Pathé Cinema (1922), Lido (1929) i Actualidades (1933). Obrí el 16 de setembre de 1939 amb una capacitat de 1600 localitats. Tornant a les pel·lícules de llarg metratge i projectant films de reestrena. El primer programa que es va projectar va ser: La voz que acusa i Marieta.
El 15 de novembre de 1948, Balañá es va fer amb la direcció del cinema. El juliol del 1965 va tancar fer reformes, entre aquestes en va destacar la variació de pendent de la sala i es van reduir el nombre de butaques a 858. Reobrí el 10 d'abril de 1966 amb la projecció d'estrena de My Fair Lady de George Cukor.
Durant tots aquests anys, la temàtica que va projectar més va ser la de film còmic o familiar i de dibuixos animats. Entre aquestes destaquen les nombroses obres de Cantinflas i de Walt Disney.
El 31 de desembre de 2005, s'hi va fer l'última projecció. Posteriorment es va convertir en una botiga de roba (Musgo) i també en una llibreria.